# Osbert Salvin
Osbert Salvin, född 25 februari 1835, död 1 juni 1898, var en engelsk naturforskare, mest känd som medförfattare till Biologia Centrali-Americana (1879–1915) tillsammans med Frederick DuCane Godman. Detta var ett uppslagsverk i 52 band om Centralamerikas naturhistoria.

## Biografi
Salvin föddes i Finchley som andra son till arkitekten Anthony Salvin från Hawksfold i Sussex. Han utbildades vid Westminster och Trinity Hall, Cambridge, där han tog examen 1857. Kort därefter följde han med en ingift släkting, Henry Baker Tristram, på en naturhistorisk utforskning av Tunisien och östra Algeriet. Deras berättelse om resan publicerades i The Ibis 1859 och 1860. På hösten 1857 gjorde han sitt första av flera besök i Guatemala. Han återvände dit med Godman 1861. Under denna resa planerades Biologia Centrali-Americana.
1871 blev han redaktör för tidskriften Ibis. Han utnämndes till Strickland Curator vid University of Cambridge, och framställde en Catalogue of the Strickland Collection. Han var en av originalmedlemmarna av British Ornithologists' Union. Han framställde banden om kolibrier och stormfåglar i Catalogue of Birds in the British Museum. Ett av hans sista verk var färdigställandet av Lord Lilfords Coloured Figures of British Birds (1897).
Salvin var ledamot av Royal Society, Linnean Society, Zoological Society och Entomological Society of London, och var vid tiden för sin död sekreterare för B.O.U..
Godman-Salvin Medal, en prestigefylld utmärkelse som utdelas av British Ornithologists' Union, är uppkallad efter honom och Godman.

## Fotnoter
1. ↑  The Peerage person-ID: p42250.htm#i422499, läst: 7 augusti 2020.[källa från Wikidata]
2. ↑  Darryl Roger Lundy, The Peerage.[källa från Wikidata]
3. ↑  Salvin, Osbert i John Venn, J. A. Venn: Alumni Cantabrigienses: A Biographical List of All Known Students, Graduates and Holders of Office at the University of Cambridge, from the Earliest Times to 1900, Cambridge University Press, 10 band, 1922–1958.
4. ↑  Salvin, Osbert (1835-1898), naturalist av  Clemency Thorne Fisher i Dictionary of National Biography online (hämtad 21 juli 2008)